# 양태 (문법)
언어학에서 양태(樣態, modality)는 화자가 문장이 나타내는 명제나 명제가 기술하는 상황/사건에 대하여 자신의 의견이나 태도를 표현하는 문법 범주이다. 양상(樣相)이라고도 한다. 양태는 문법형태소나 우언적 구성 등 (준)문법적 구성으로 실현되나, 그 밖의 성분으로 실현되는 양태적 의미를 양태에 포함하기도 한다.

## 개념과 용어
양태에 대한 가장 유명한 정의는 언어학자 라이언스(John Lyons)의 ‘문장이 나타내는 명제 또는 명제가 기술하는 상황에 대한 화자의 의견이나 태도’(his opinion or attitude towards the proposition that the sentence expresses or the situation that the proposition describes)로, 그의 논의에서 이 정의는 양태 범주와 관련된 문장 부사어를 기술하기 위하여 도입된 설명이었다. 라이언스와 가장 극단에 있는 입장으로, 미국의 언어학자 필모어(Charles J. Fillmore)는 문장을 명제와 양태로만 이분하며, 그에게 양태는 시제, 상, 서법, 부정 등의 문법 범주를 모두 아우르는 개념이다.
‘modality’는 드물게 사용된 고전후 시대 라틴어 단어인 ‘modalitas’가 프랑스어 ‘modalité’를 거쳐 영어에 들어온 단어이다. 옥스포드 영어사전에 따르면 ‘modality’는 ‘태도와 관련된 측면’이라는 일반적인 의미로 1545년에 처음 쓰였고, 필연성이나 가능성과 관련된 논리적, 철학적 의미로는 1628년에 처음 쓰였으며, 오늘날과 같은 언어학적 의미로는 1907년에 처음 쓰였다. ‘무엇을 재는 것’, 또는 ‘무엇을 하는 방법’을 뜻하는 라틴어 ‘modus’는 영어에 들어오면서 ‘mode’(서법)가 되었는데, 중세에 다의어였던 ‘modus’의 여러 뜻 중 하나는 문법 범주 ‘양태’였다. 한편, 서법을 뜻하는 영단어 ‘mood’와 ‘mode’는 중세 영어에서 모두 ‘moood’라고 썼다.
서구 문법에서 서법은 명제 내용이 현실인지 비현실인지에 따라 배타적으로 나뉘는 양항 대립 체계로, 각각을 현실적 서법(realis mood)과 비현실적 서법(irrealis mood)이라고 부른다. 과거에는 이를 받아들여 어미로 실현되는 한국어의 서법을 직설법, 회상법, 추측법, 강조법, 원칙법, 확인법 따위로 나누었고, 문법 범주인 서법에 대응되는 의미 범주로서 한국어의 양태를 설정하였다. 그러나 인도유럽어와 특성이 다른 한국어 같은 언어에 서구의 전통적인 서법 개념을 그대로 적용하기에는 무리가 있다. 이에 따라 한국어의 양태와 서법을 연관짓는 논의는 차차 나타나지 않게 되었다. 과거에, 문법학자 서정수는 선어말어미로 실현되는 화자의 태도를 나타내는 의미를 별도의 문법 범주로 설정하지 않고 서법 범주에 포함하였고, 고영근은 서법이 표시하는 화자의 태도에 관련된 의미를 ‘양태성’이라고 명명하였다. 장경희는 초기에 ‘사건에 대한 화자의 정신적 태도를 나타내는 것’을 양태로 규정하였고, 나중에 ‘명제에 대한 태도’로 견해를 수정하였다. ‘modality’는 ‘양상’으로 번역되기도 하였으나, 장경희의 1985년 연구 이래로 일관되게 ‘양태’로 번역되고 있다.

## 분류

### 양상 논리와 양태
명제 논리에서 명제 내용의 진리치는 참과 거짓뿐이다. 양상 논리는 여기에 필연성(necessity, □)과 가능성(possibility, ◇)이라는 개념을 더한다. 이를 다시 화자의 태도의 정도에 따라 필연성, 개연성(probability), 가능성으로 세분하기도 한다. 일반적인 진리 양상 논리(alethic logic)에서 필연성은 어떤 명제가 모든 가능세계에서 참인 경우를, 가능성은 최소 하나의 가능세계에서 참인 경우를 말한다. 이러한 필연성과 가능성을 어떻게 해석하느냐에 따라, 전통적으로 양태는 인식 양태(epistemic modality)와 의무 양태(deontic modality)로 양분된다.
인식 양상 논리(epistemic logic)에서 인식 양태 또는 인식론적 양상은 명제의 필연성이나 가능성에 대한 화자의 태도를 나타낸다. 인식 양태가 나타내는 필연성은 화자의 불완전한 현재 지식에 근거하므로, 양상 논리에서의 필연성과 달리 모든 세계에서 참인 것은 아닐 수도 있다. 또 인식 양태가 나타내는 가능성은 명제의 내용이 어떤 가능세계에서 참일 수도 있음을 내포하지만, 그런 일이 실제로 일어났는지 화자가 알 수는 없다.
의무 양상 논리(deontic logic)에서 의무 양태 또는 의무적 양상은 명제에 나타난 행위자의 행위의 필연성이나 가능성에 대한 화자의 태도를 나타낸다. 의무 양태가 나타내는 필연성은 행위자의 행위가 바람직한 모든 가능세계에서 그래야 한다는 화자의 태도와, 의무 양태가 나타내는 가능성은 행위자의 행위가 어떤 가능세계에서는 가능해도 좋다는 화자의 태도와 관련된다.

### 인식 양태와 의무 양태
양상 논리의 영향을 받아 창안된 통사론 및 의미론에서의 양태 이론은 그 의미 범주가 더욱 확장되었다.
통사론과 의미론에서 인식 양태는 명제의 내용에 대한 화자의 태도를 나타낸다. 일반적으로 인식 양태에는 영어의 must에 대응하는 필연적인 추측(deductive), 영어의 may에 대응하는 개연적인 추측(speculative), 영어의 will에 대응하는 약한 가능성(assumptive)의 의미가 있다. 이러한 명제의 사실적 지위에 대한 화자의 세 가지 판단 정도는 각각 양태부사 certainly, probably, possibly에 대응한다.
| (1) | deductive                               | deductive   | deductive         |
|     | John                                    | must        | be in his office. |
|     | John은 분명 사무실에 있을 것이다.       |             |                   |
| (2) | speculative                             | speculative | speculative       |
|     | John                                    | may         | be in his office. |
|     | John은 아마 사무실에 있을 것 같다.      |             |                   |
| (3) | assumptive                              | assumptive  | assumptive        |
|     | John                                    | will        | be in his office. |
|     | John은 어쩌면 사무실에 있을지도 모른다. |             |                   |
구체적으로 인식 양태는 화자의 추측, 가능성(능력), 지각 등을 나타낸다.
의무 양태는 명제에 나타난 화자/청자/주어의 행위에 대한 화자의 태도를 나타낸다. 의무적(deontic)이라는 단어는 그리스어로 ‘구속하는(binding) 것’을 뜻하는 ‘deon’에서 왔다. 일반적으로 의무 양태에는 지시(directive)의 의미와 영어의 shall에 대응하는 약속법(commissive)의 의미가 있다. 지시의 의미는 다시 많은 언어에서 의무적 필연성과 의무적 가능성의 의미로 나뉜다. 명제에 대한 의무(rule)는 문맥에 따라 화용적으로 부과된다. 의무 양태의 필연성은 필수적인 일, 의무적인 일, 사람이 의무적으로 해야 하는 것을 나타낸다. 가령 ‘You must be home by midnight.→너는 자정까지 집에 돌아와야 한다.’의 명제에 필연성을 부과하는 근거는 ‘어머니의 말씀’이다. 의무 양태의 가능성은 의무 안에서 허용되는 일을 나타낸다. 가령 ‘Visitors may use the downstairs sitting room after 6 p.m.→오후 6시 이후 숙박객은 아래층의 공용 공간을 이용할 수 있습니다.’의 명제에 가능성을 부과하는 근거는 ‘숙박시설의 규정’이다.
| (1) | directive (possibility) | directive (possibility) | directive (possibility) |
|     | Du                      | magst                   | herein kommen           |
|     | You                     | may                     | come in                 |
|     | 당신은 들어와도 좋다.   |                         |                         |
| (2) | directive (necessity)   | directive (necessity)   | directive (necessity)   |
|     | Du                      | musst                   | herein kommen           |
|     | You                     | must                    | come in                 |
|     | 당신은 들어와야 한다.   |                         |                         |
구체적으로 의무 양태는 화자의 의도, 의무, 소망, 능력, 허가 등을 나타낸다. 이때 의무 양태는 행위 양태(act modality)나 사건 양태(event modality)라고도 한다. 이 양태 범주가 나타내는 의미가 반드시 의무에만 한정되지 않게 되었기 때문이다.

### 명제 양태와 사건 양태
영국의 언어학자 프랭크 팔머(Frank Robert Palmer)는 양태를 명제 양태(propositional modality)와 사건 양태(event modality)로 이분한다. 명제 양태는 명제에 관한 화자의 판단(judgment)을 나타내는 양태 의미이고, 사건 양태는 명제가 기술하는 사건에 대한 화자의 태도(attitude)를 나타내는 양태 의미이다. 명제 양태는 인식 양태에 증거 양태(증거성)를 추가한 범주이며, 사건 양태는 의무적 의미 이상으로 의미의 폭이 넓어진 의무 양태의 이름을 고친 범주이다.
명제 양태는 인식 양태와 증거 양태(증거성)으로 나뉜다. 인식 양태는 명제의 사실적 지위에 대한 화자의 판단을 나타내고, 증거 양태는 명제의 사실적 지위에 대하여 화자가 판단한 증거의 출처를 나타낸다. 이 중 증거 양태에서 증거의 출처는 지각함으로써(sensory) 알았는지, 봄으로써(visual) 알았는지, 추론(inference)을 통하여 알았는지, 다른 사람에게 간접적으로 들음(hearsay)으로써 알았는지 등으로 나눌 수 있다.
사건 양태는 의무 양태와 동적 양태로 나뉜다. 의무 양태는 사건의 당위성에 대한 화자의 태도를 나타내고, 동적 양태는 사건의 발생 가능성에 대한 화자/청자/주어의 태도를 나타낸다. 의무 양태에는 일반적으로 의무(obligation)를 표현하는 의미와 허용(permission)을 표현하는 의미가 있다. 동적 양태에는 일반적으로 능력(ability)을 표현하는 의미(abilitive)와 의지(willingness)를 나타내는 의도법(volitive)적 의미가 있다. 전자는 영어의 can에, 후자는 영어의 will에 대응한다. 언어에 따라 능력과 의지를 더 잘게 나누기도 하고, 아예 동적 양태의 의미 체계가 다른 경우도 있다. 아래는 능력을 두 가지 범주로 나타내는 리수어의 예시이다.
| (1) | mental abilitive                       |
|     | ása nya ami khwa kwú-a̪                 |
|     | Asa is able (knows how) to hoe fields  |
|     | Asa는 밭에 괭이질을 하는 법을 안다.    |
| (2) | physical abilitive                     |
|     | ása nya ami khwa kwhu-a̪                |
|     | Asa is able (physically) to hoe fields |
|     | Asa는 밭에 괭이질을 할 힘이 된다.      |
한편, 의무 양태를 행위주 중심 양태(agent-oriented modality)와 화자 중심 양태(speaker-oriented modality)로 나누기도 한다. 전자는 의무(obligation), 필연성(necessity), 능력(ability), 소망(desire), 의도(intention), 의지(willingness), 근원가능성(root possibility) 등을 표현하고, 후자는 명령(imperative), 금지(prohibitive), 기원(optative), 충고(hortatory), 경고(admonitive), 허락(permissive) 등을 표현한다.

### 증거성
증거성(evidentiality) 또는 증거 양태(evidential modality)는 진술에 대한 화자의 근거나 진술 자체의 근원을 나타낸다. 넓은 의미에서 ‘누가 그러는데’, ‘reportedly’와 같은 표현도 증거성을 나타낸다고 볼 수 있으나, 엄밀하게 증거성은 (준)문법형태소로 실현되는 것만을 포함하여야 한다.
북아메리카의 중부 포모어는 증거성이 문법 범주로 존재하는 언어 중 하나이다.
| 증거성 의미                             | 동사        | 한국어 뜻         |
| --------------------------------------- | ----------- | ----------------- |
| 무표적 (거의 쓰이지 않음)               | čʰéemul     | 비가 왔다         |
| 앎                                      | čʰéemul-ʔma | 비가 왔다GEN.KNOW |
| 직접 보아서 앎                          | čʰéemul-ya  | 비가 왔다VIS      |
| 소리를 들어서 앎                        | čʰéemul-nme | 비가 왔다AUD      |
| 전해 들어서 앎                          | čʰéemul-ʔdo | 비가 왔다HSY      |
| 추론하여 앎 (가령, 길이 젖은 것을 보고) | čʰéemul-ʔka | 비가 왔다INF      |

## 한국어
한국어에서 양태는 어미 등의 문법형태소와 보조용언 구성 및 의존명사가 포함된 구성 등의 우언적 구성으로 실현된다. 한국어는 많은 인도유럽어처럼 서법의 양항대립을 이루는 단계까지 문법화가 진전되지는 않았지만, 대신 (준)문법적 형식이 나타내는 양태 의미가 발달한 편이다. 양태를 문법 범주보다 넓은 개념으로 보고, 화자의 명제에 대한 태도를 표현하는 동사나 부사 등의 어휘, 나아가 초분절음운까지 양태에 포함시키는 관점도 있다.
‘-겠-’은 추측, 가능성을 나타내는 인식 양태 표지이자, 능력, 의지(또는 의도)를 나타내는 동적 양태 표지이다. 화자의 추측을 나타낼 때에는 시제의 제약도, 주어의 인칭 제약도 없는 반면, 화자의 의도를 나타낼 때에는 과거 시제와 결합할 수 없는 시제 제약이 있고, 인칭 제약도 있다. 의도를 나타내는 ‘-겠-’과 결합한 평서문에는 1인칭 주어만, 의문문에는 2인칭 주어만 올 수 있다. ‘-겠-’은 우언적 구성 ‘-(으)ㄹ 것이-’와 바꿀 수 있는데, 특히 추측의 의미를 나타낼 때에 일반적으로 후자는 화자에게 내면화된 정보를 바탕으로 한 추측을, 전자는 그렇지 않은 추측을 나타낸다. ‘-겠-’은 근대 한국어 시기에 나타난 ‘-게 ᄒᆞ엿-’이 발달하였다는 견해가 유력하고, 선어말 어미 ‘-거-’에 어간 ‘잇-’(있-)이 결합하였다는 견해도 있다.
| (1) | 고향에서는 벌써 제사를 끝냈겠다.      | (추측)   |
| (2) | 이 방은 무척 커서 백 명도 들어가겠다. | (가능성) |
| (3) | 그 구구단 문제는 초등학생도 풀겠다.   | (능력)   |
| (4) | 나는 커서 훌륭한 과학자가 되겠다.     | (의지)   |
‘-더-’는 화자가 과거의 한 시점에서 직접 지각하여 안 사실을 나타내는 증거 양태 표지이다. 인식 시점이 발화 시점보다 이전이기만 하면, 명제나 사건의 내용이 반드시 과거의 것일 필요는 없다. 화자가 발화하려는 명제나 사건의 내용을 청자는 모를 것임을 전제할 때 ‘-더-’가 사용된다. ‘-더-’가 결합한 평서문에는 1인칭 주어가 오지 못하고, 의문문에는 2인칭 주어가 오지 못하는 인칭 제약이 있다. 그러나 화자가 새롭게 깨달은 사실을 나타내는 경우 1인칭 주어와 평서문, 또는 2인칭 주어와 의문문의 결합이 가능한 한편, 감각이나 심리를 나타내는 형용사가 쓰인 평서문에는 1인칭 주어만 올 수 있다. 중세 한국어에서 현재 시제는 종결형과 관형사형을 불문하고 동사 뒤에서 ‘-ᄂᆞ-’로, 형용사 뒤에서 영 형태소(∅)로 나타났다. 또 과거 시제는 동사 완망상은 영 형태소, 동사 비완망상과 형용사는 ‘-더-’로 나타냈다. 그런데 근대 한국어 시기에 ‘-어 잇-’이 발달하여 과거 시제 선어말 어미 ‘-았/었-’이 생기면서, 과거 시제 완망상을 나타냈던 ∅은 소멸되고 ‘-더-’만 남아 증거 양태로 변하게 되었다. 한편, 현대 한국어에서 ‘-느-’와 ‘-더-’는 관형사형에서만 현재 시제 미완망상과 과거 시제 미완망상의 대립을 보이지만, 중세 한국어에서는 관형사형뿐 아니라 종결형에서도 대립하였다. 이는 ‘-았/었-’의 등장에 따라 ∅으로 현재 시제를 표시할 수 있게 되자 ‘-느-’의 현재 시제 기능 부담량(機能負擔量, functional load)이 줄어들고, ‘-더-’의 과거 시제 기능 부담량이 줄어들었기 때문으로, 결국 현대 한국어에 와서 ‘-느-’는 무표적으로 변하였다.
| (1) | 어제 보니 가게에 사람이 많이 오더라.                   |                 |
| (2) | 나는 요즘 마스크를 자주 잊더라.                        | (1인칭+평서문)  |
| (3) | 정녕 네가 이번 대회에서 금상이더냐?                    | (2인칭+의문문)  |
| (4) | 어젯밤에 난 잠자리가 많이 덥더라.                      | (감각 형용사)   |
| (5) | 나ᄂᆞᆫ 宮中에 이시ᇙ 제 두ᅀᅥ 거르메셔 너무 아니 걷다니[52] | (중세+종결형)   |
| (6) | 이ᄂᆞᆫ 菩薩行 ᄒᆞ던 衆生ᄋᆞᆯ 니르시니라[53]                 | (중세+관형사형) |
‘-지’는 화자가 이미 알고 있는 사실을 나타낼 때, 즉 기지(旣知)의 의미를 나타낼 때 쓰이는 인식 양태 표지이다. 명제에 담긴 정보를 화자가 청자와 공유함을 전제하거나, 그러한 정보에 대하여 청자에게 동의를 요청할 때 사용된다. 그러한 의미는 판정의문문에서 특히 강하게 드러나며, 평서문이나 설명의문문에서는 보다 약하게 드러나는 편이다. 그러나 ‘-지’는 선택의문문에서 쓰이지 않으며, 보조사 ‘-요’와 어울려 쓰이면 ‘-어’와 다를 바 없이 기지의 의미와 무관하게 다정한 어감을 준다. 한편, ‘-지’는 화자나 청자의 미래의 행위를 제안하는 의미의 의무 양태 표지이기도 하고, 청자의 행위 수행을 기원하는 의미를 지닌 동적 양태 표지이기도 하다. 이때 후자의 의미는 아직 벌어지지 않은 미래 시점의 사건에 대하여 쓰일 수도 있고, 실현되지 않은 과거 시점의 사건이 실현되었기를 바라는 의지를 드러낼 수도 있다.
| (1) | 철수는 순댓국과 섞박지를 좋아하지.      | (기지)       |
| (2) | 철수는 순댓국과 섞박지를 좋아하지?      | (판정의문문) |
| (3) | 이 청바지는 누가 산 옷이지?             | (설명의문문) |
| (4) | *철수는 순댓국을 좋아하지, 안 좋아하지? | (선택의문문) |
| (5) | 오늘 심부름은 철수가 하지.              | (제안)       |
| (6) | 유산을 내게도 남겨 주지.                | (기원)       |
‘-네’, ‘-구나’(‘-군’)은 화자가 현재의 시점에서 새롭게 알게 된 사실을 나타낼 때 쓰이는 인식 양태 표지로, ‘-지’와 달리 반드시 청자의 존재를 필요로 하지 않는다. 모두 1인칭 주어와 결합하지 못하는 인칭 제약이 있지만, 화자가 새롭게 깨달은 사실을 나타내는 경우 1인칭 주어를 사용할 수 있다. ‘-네’는 화자가 자신의 감각으로 직접 경험한 사실에 대해서만 사용할 수 있지만, ‘-구나’는 화자가 추론적 사유로써 얻은 사실에 대해서도 사용할 수 있다. 이 때문에 ‘-구나’는 ‘-네’와 달리 ‘-더-’와 결합할 수 있다. 또 ‘-네’는 화자가 예측하지 못한 사실을 표현할 때 더욱 자연스럽고, ‘-구나’는 화자가 다소 짐작하였던 사실을 표현할 때 더욱 그러하다. 이들 표지는 정보의 출처를 나타내므로 증거 양태 표지로도 볼 수 있고, 명제에 담긴 정보가 화자에게 내면화되지 않았음을 나타내는 의외성(mirativity) 표지로 보는 견해도 존재한다.
| (1) | 저 길가에 무궁화가 참 예쁘게 피었네/피었구나.   |             |
| (2) | 남은 봉지 수를 보니 내가 약을 먹었네/먹었구나.  | (1인칭)     |
| (3) | 네가 어제 잠을 못 자서 *조네/조는구나.          | (추론 여부) |
| (4) | 어젯밤에 잠자리가 많이 *덥더네/덥더구나.        | (-더-)      |
| (5) | (뜨거운 물을 갑자기 엎지르고) *뜨겁네/뜨겁구나! | (예측 정도) |
양태 표지로 쓰이는 우언적 구성도 존재한다. ‘-(으)ㄹ 수 있-’은 가능성을 나타내는 인식 양태, 허락을 나타내는 의무 양태, 능력을 나타내는 동적 양태 표지이다. ‘-어야 하-’는 의무를 나타내는 의무 양태 표지이며, 1인칭 주어와 결합할 때에는 의지를 나타내는 동적 양태 표지로 쓰인다. ‘-(으)ㄹ 것이-’와 ‘-(으)ㄹ 터이-’는 추측을 나타내는 인식 양태, 의지를 나타내는 동적 양태 표지이다. ‘-(으)ㄹ 것이-’는 주어가 3인칭일 때 인식 양태로, 1인칭일 때 동적 양태로 쓰이나, 1인칭이더라도 과거의 사건을 가정하는 경우 인식 양태로 쓰인다. 추측의 의미는 ‘-(으)ㄹ 것 같-’, ‘-(으)ㄹ 듯하-’, ‘-(으)ㄹ 성싶-’, ‘-(으)ㄹ 법하-’ 등으로도 표현된다. 비현실적 서법 표지인 ‘-(으)ㄹ’ 대신 현실적 서법 표지와 결합한 ‘-(으)ㄴ’, ‘-었던’, ‘-는’이 사용되면 추측에 대한 화자의 확신 정도가 보다 강하며, ‘-(으)ㄹ’, ‘-었을’, ‘-고 있을’이 사용되면 그러한 정도가 보다 약하다. 의지(의도, 의향 등)의 의미는 ‘-(으)려고 하-’, ‘-(으)ㄹ까 하-’ 등으로도 표현되며, 특히 후자는 선택의 폭이 넓은 경우에 흔히 쓰인다.

## 같이 보기
- 양상 논리
- 양태 (기호학)
- 가능세계론

## 참고 문헌
- Bybee, Joan;  외. (1994). 《The Evolution of Grammar》. Chicago: The University of Chicago Press. ISBN 0226086631.
- Kearns, Kate (2011). 《Semantics》 2판. Hampshire: Palgrave Macmillan. ISBN 9780230232303.
- Lyons, John (1977). 《Semantics》 2. London: Cambridge University Press. ISBN 0521215609.
- Nuyts, Jan; Auwera, Johan van der, 편집. (2016). 《The Oxford Handbook of Modality and Mood》. Oxford: Oxford University Press. ISBN 9780199591435.
- Palmer, Frank Robert (2001). 《Mood and Modality》 2판. Cambridge: Cambridge University Press. ISBN 0521800358.
- 강범모 (2018). 《의미론: 국어, 세계, 마음》. 서울: 한국문화사. ISBN 9788968176012.
- 구본관;  외. (2015). 《한국어 문법 총론》 I. 경기: 집문당. ISBN 9788930316736.
- 구본관;  외. (2016). 《한국어 문법 총론》 II. 경기: 집문당.
- 김태인 (2019년 2월). 《한국어 문장의 의미 층위에 대한 연구》 (박사학위논문). 서울대학교 대학원. 2020년 8월 16일에 확인함.
- 남기심;  외. (2019). 《새로 쓴 표준 국어문법론》. 서울: 한국문화사. ISBN 9788968177231.
- 민현식;  외. (2020). 《한국어 교사를 위한 한국어학 개론》. 서울: 사회평론아카데미. ISBN 9791189946470.
- 이선웅 (2012). 《한국어 문법론의 개념어 연구》. 서울: 월인. ISBN 9788984775275.